# Jerzy Smoliński
Jerzy Smoliński (ur. 26 listopada 1967 w Brześciu Kujawskim) – w latach 2010–2015 doradca prezydenta RP do spraw medialnych. Przez wiele lat służył w Siłach Zbrojnych Rzeczypospolitej Polskiej.

## Życiorys
Ukończył Technikum Mechaniczne we Włocławku. Jest absolwentem Wyższej Szkoły Oficerskiej Wojsk Pancernych im. Stefana Czarnieckiego w Poznaniu oraz Uniwersytetu Wrocławskiego. Od 1991 do 1993 był dowódcą plutonu w Wyższej Szkole Oficerskiej Wojsk Pancernych. W 1993 został rzecznikiem prasowym Wyższej Szkoły Oficerskiej Służb Kwatermistrzowskich w Poznaniu (później komendanta Wyższej Szkoły Oficerskiej im. S. Czarnieckiego). Był odpowiedzialny za przygotowanie medialne pierwszych kontyngentów wojskowych do zagranicznych misji. 
W latach dziewięćdziesiątych współpracował z Telewizją Polską S.A. przygotowując reportaże związane z problematyką obronności i bezpieczeństwa państwa. Autor m.in. poznańskiego „Magazynu militarnego“ jak i wielu innych programów o tematyce militarnej w kraju i za granicą.
W 2001 został powołany przez ministra obrony narodowej na stanowisko zastępcy dyrektora Biura Prasy i Informacji Ministerstwa Obrony Narodowej i jednocześnie rzecznika Ministra. Funkcję tę pełnił do listopada 2001. Następnie rozpoczął studia doktoranckie w Akademii Obrony Narodowej. W 2003 odszedł ze służby wojskowej i w stopniu majora przeszedł do rezerwy. 
W latach 2004–2006 dyrektor ds. programowych TVP Poznań. 
W 2007–2010 doradca Marszałka Sejmu RP. Od 22 września 2010 do 5 sierpnia 2015 był doradcą Prezydenta RP ds. medialnych. Od 2017 roku wykładowca w Centrum Badań nad Terroryzmem Collegium Civitas w Warszawie. Od 2023 dyrektor Ośrodka Analizy Informacji w Collegium Civitas, wykładowca "Walki informacyjnej". Analityk zajmujący się walką z dezinformacją, manipulacją i propagandą. Od 2024 doradca ministra obrony narodowej do spraw walki z dezinformacją.
5 sierpnia 2015 roku Prezydent RP odznaczył go Krzyżem Kawalerskim Orderu Odrodzenia Polski. Uhonorowany został również medalami: Za Zasługi dla Obronności Kraju, oraz Siły Zbrojne w Służbie Ojczyzny. Przyznano mu również wiele innych wyróżnień za dokonania w pracy telewizyjnej i służbie wojskowej.